# Laurs Laursen
Laurs Rasmus(sen) Laursen (født 16. januar 1864 i Tinning, død 2. januar 1936 på Frederiksberg) var en dansk historiker og rigsarkivar.
Laurs Laursen blev cand. mag. i historie i 1890, assistent i Rigsarkivet 1889 (arkivar 1912) og rigsarkivar 1924.
Han var medredaktør på de sidste bind af Dansk Biografisk Leksikons første udgave, og udgav desuden kildesamlingerne Kronens Skøder 1535-1648 (1890) og 14 bind af Kancelliets Brevbøger (omfattende tiden 1561-1626) i perioden 1893-1925.
Hovedværket er udgivelsen af danske traktater under titlen Danmark-Norges Traktater (Traités du Danemark et de la Norvege) 1523-1750 med dertil hørende Aktstykker, paa Carlsbergfondets Bekostning udgivne af L. Laursen (9 bind, 1907-1933).
Han blev medlem af Det kongelige danske Selskab for Fædrelandets Historie 24. oktober 1905 og var selskabets sekretær fra 16. oktober 1917 frem til sin død. Laursen blev Ridder af Dannebrogordenen 1921, Dannebrogsmand 1929 og Kommandør af 2. grad 1934.
Han er begravet på Solbjerg Parkkirkegård.